# باشگاه فوتبال زنان پاری سن ژرمن
باشگاه فوتبال زنان پاری سن ژرمن (به فرانسوی: Paris Saint-Germain Féminines)یک باشگاه حرفه‌ای در شهر پاریس فرانسه است. این باشگاه بخش زنان پاری سن ژرمن است که از سال ۱۹۹۱ تأسیس شده است. ورزشگاه اصلی این تیم ورزشگاه سباستین شارلتی است که دارای گنجایش ۲۰٬۰۰۰ نفر است.